# Język elfdalski

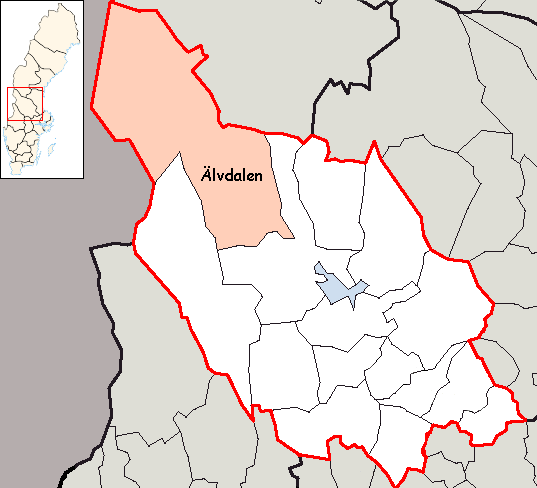
Językiem elfdalskim mówią mieszkańcy południowo-wschodniej części gminy Älvdalen.

Język elfdalski – północnogermański dialekt, którym posługuje się około 2500 osób mieszkających lub wychowanych w parafii Älvdalen (Övdaln) leżącej w południowo-wschodniej części gminy Älvdalen w północnej Dalarna w Szwecji.
Do 1900 roku teksty w języku elfdalskim zapisywane były alfabetem runicznym, chociaż od XVII wieku używano już alfabetu łacińskiego. Oficjalna ortografia języka po raz pierwszy została opublikowana dopiero w 2005 roku.
Tradycyjnie uważany za dialekt szwedzkiego, elfdalski przez wielu językoznawców jest dziś uważany za odrębny język.

## Alfabet elfdalski
Elfdalski alfabet składa się z następujących liter:
Aa Ąą Bb Cc Dd Ðð Ee Ęę Ff Gg Hh Ii Įį Jj Kk Ll Mm Nn Oo Pp Qq Rr Ss Tt Uu Ųų Vv Ww Xx Yy Y̨y̨ Zz Åå Ą̊ą̊ Ää Öö